# 贝尔福宣言

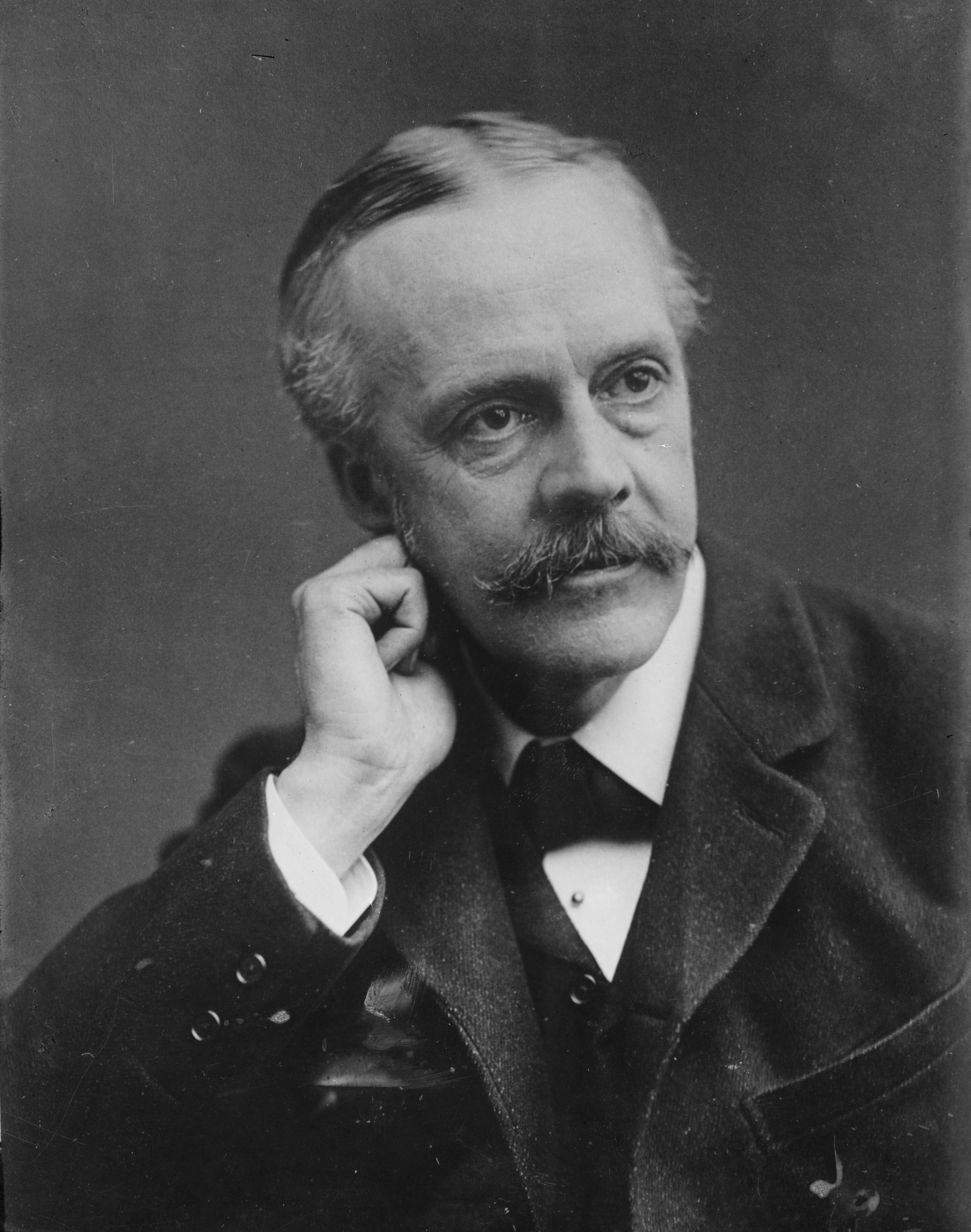
亞瑟·貝爾福（Arthur James Balfour）曾任英国首相、外交大臣、保守党党魁

1917年的《貝爾福宣言》（英語：Balfour Declaration）是大英帝國的中東政策和以色列建國歷史上一個重要文件。
最初以1917年11月2日英國外務大臣亞瑟·貝爾福致英國猶太人領袖第二代罗斯柴尔德男爵沃尔特·罗斯柴尔德的一封信形式出現。貝爾福托羅斯查爾德將此信轉給一個私人的錫安主義機構「錫安主義聯盟」（Zionist Federation）。
《貝爾福宣言》正式宣佈了英國內閣在同年10月31日的會議上通過的決議：支持錫安主義者在巴勒斯坦建立猶太人「民族之家」，條件是不傷害當地已有民族的權利，但是政治權利除外。當時巴勒斯坦仍然是鄂圖曼帝國領土，猶太人只是當地的少數民族。
全文除去抬頭和落款只有三句，英文一共125個單字。但其對中東歷史的影響却很深遠。該宣言的內容後來被包含在塞夫尔条约中。
參加該宣言談判的猶太方面主要人士之一是哈伊姆·魏茨曼。貝爾福於1906年第一次見到魏茨曼時，對他產生了很好的印象。貝爾福問魏茨曼：「錫安主義的中心議題，為甚麽是巴勒斯坦而非別處？」魏茨曼說：「其他地方都是假的偶像。」又說：「貝爾福先生，這就像拿走您的倫敦，換成巴黎一樣，您會同意嗎？」貝爾福反駁：「魏茨曼博士，可倫敦已經是我們的了。」魏茨曼回答：「那倒是。不過在倫敦還是一片沼澤的時候，耶路撒冷就是我們的了」。
《貝爾福宣言》使支持錫安主義的民眾大幅增加，促成巴勒斯坦託管地的建立，後來成為以色列和巴勒斯坦領土，所以這宣言被視為是導致以巴衝突的一個原因。
宣言至今仍有數點爭議，例如有否違背了英國較早前在《麦克马洪-侯赛因协定》中，向麥加的謝里夫所作的承諾。

## 背景

### 錫安主義
19世紀末，歐洲出現大規模反猶太主義浪潮。同時猶太人中也興起了錫安主義運動，提倡建立猶太人的民族國家。1897年，瑞士巴塞爾舉行的第一次世界錫安主義組織大會把目的地定在以色列故國即巴勒斯坦。
錫安主義者向世界各大國家，包括英國、德國、法國、美國呼籲支持。俄國因為積極迫害猶太人，成為他們的敵視對象。當時，大英帝國是世界上最強大的國家，而且近年來猶太人在那裡的生活較為安定和受保護——英國首相之一的本杰明·迪斯雷利本人就是猶太裔。因此錫安主義者把英國當成重要的潜在合作夥伴。英國化學家哈伊姆·魏茨曼利用他的高層關係，積極游說英國政府支持錫安主義運動。

### 英國和一戰
同時在歐洲，第一次世界大戰陷入僵持狀態。同盟國和協約國雙方意識到錫安主義者在各國的廣泛影響，都希望得到該運動的幫助。但是德國方面礙於巴勒斯坦地區隸屬盟友鄂圖曼帝國的領地，未便許諾過多。
1916年底，以大衛·勞合·喬治為首相的英政府新內閣上任。喬治和他的外務大臣亞瑟·貝爾福都同情錫安主義運動。勞合·喬治在大戰之前曾擔任錫安主義者的法律咨詢，後來在做軍需大臣的時候又結識了在皇家海軍實驗室工作的哈伊姆·魏茨曼。1917年期間，英國政府內部就是否和如何正視支持錫安主義者的問題，進行了一場漫長而激烈的辯論；參與辯論的有支持和反對錫安主義的猶太人。
從英國方面看，《貝爾福宣言》有多個目的：促使世界猶太人從經濟上支援協約國一方；打消德國爭取錫安主義幫助的計劃；抑制猶太人佔很大比例的俄國布爾什維克派使之不與德國議和；離間同盟國政府和其治下的猶太群體。另外，巴勒斯坦靠近蘇伊士運河，當時的英國首相大衛·勞合·喬治在回憶錄寫到，在巴勒斯坦上有猶太人的存在，將有助於英國掌控蘇伊士運河，從而加強與英屬印度間的水路聯繫。

## 宣言全文
外務部

1917年11月2日

親愛的羅斯柴爾德勛爵，

我很榮幸能代表國王陛下政府向您傳達，下面有關同情猶太錫安主義者的宣言，已經呈交內閣，並已得到了內閣的支持。

「國王陛下政府贊成猶太人在巴勒斯坦內建立一個民族之家，並會盡力促成此目標的實現，但要清楚明白的是，任何行為均不得傷害已經存在於巴勒斯坦的非猶太社群的公民權利和宗教權利，以及猶太人在其他國家享有的各項權利和政治地位。」

若您能把宣言的內容轉送到錫安主義聯盟，我將感到十分欣喜。

亞瑟·詹姆士·貝爾福謹啟

Foreign Office

November 2nd, 1917

Dear Lord Rothschild,

I have much pleasure in conveying to you, on behalf of His Majesty's Government, the following declaration of sympathy with Jewish Zionist aspirations which has been submitted to, and approved by, the Cabinet.

"His Majesty's Government view with favour the establishment in Palestine of a national home for the Jewish people, and will use their best endeavours to facilitate the achievement of this object, it being clearly understood that nothing shall be done which may prejudice the civil and religious rights of existing non-Jewish communities in Palestine, or the rights and political status enjoyed by Jews in any other country."

I should be grateful if you would bring this declaration to the knowledge of the Zionist Federation.

Yours,

Arthur James Balfour

## 後果和影響
貝爾福宣言是世界主要國家正式支持猶太人回歸巴勒斯坦的第一個宣言。英國匈牙利裔作家阿瑟·库斯勒將此概括為「一國正式對第二國許願第三國的土地」。Israel Cohen說：「貝爾福具有無可挑戰的不朽地位......貝爾福宣言為猶太人的歷史，開展了一個新的紀元。」
該宣言得到協約國諸政府的確認，成為1920年國際聯盟委任英國統治巴勒斯坦的主要依據。
錫安主義者將此理解為英國對猶太人移民巴勒斯坦的正式支持。從此，進入巴勒斯坦的猶太移民急劇增加，尤其在德國納粹政權屠殺歐洲猶太人期間，大量的猶太難民逃往英屬巴勒斯坦，由於原本在當地非主流群體的猶太人口急速上升，引發了占當地多數人口的阿拉伯人的不滿。
宣言中有一点耐人寻味：用「民族家園」（national home）代替「國家」（state）。這個名詞從未在國際法有先例，也無法律意義。這個模糊的定義對後來的以巴衝突歷史負有一定的責任。也有觀點認為，貝爾福宣言中對猶太人和非猶太人雙方的允諾，本質上就是互相矛盾的：不可能向巴勒斯坦大量移民而不損害本地居民的利益。歷史學家Mayir Verete認為，即使這時候沒有猶太建國運動，英國人也會自己發明一個出來。
宣言中沒有明言巴勒斯坦設想的邊界，英國政府其後確認「在巴勒斯坦內」（in Palestine）意思是猶太人的民族家園原本不擬覆蓋整個巴勒斯坦。1922年丘吉爾白皮書說「所提及的宣言條款，不是考慮整個巴勒斯坦應該改造成一個猶太民族家園，而是這樣一個家園應該建立『在巴勒斯坦內』」。
當時伊斯蘭教及基督教阿拉伯人，佔巴勒斯坦人口90%。1917年至1920年任耶路撒冷英國軍事總督的Ronald Storrs說，當地社群看到宣言中對他們「並無用名字稱呼，不管是阿拉伯人、穆斯林或基督徒，而是將他們混合到否定形式及帶侮辱的定義『非猶太社群』之下，對他們的規定條款也貶低到附屬子句中」當地社群又注意到對他們的保障僅限於公民和宗教權利，卻隻字不提保障他們的「政治地位」或政治權利，不像宣言其後對在其他國家的猶太人的保障。貝爾福在1919年2月表示，巴勒斯坦被視為一個特例，對於當地人口，「我們故意且正當地拒絕接受民族自決的原則」，即使他認為政策給予猶太人民族自決權。歷史學家Avi Shlaim認為這是宣言中「最大的矛盾」。後來的各屆英國政府承認宣言的這項缺失，特別是1939年的一個委員會，承認當時的英國政府「無自由去處置巴勒斯坦，而不理會巴勒斯坦居民的意願和利益」，2017年4月英國外交部次官安尼利女男爵的聲明指英國政府承認「宣言本應要求保護非猶太人社群的政治權利，特別是民族自決權」。